# N-去烷基氟西泮
N-去烷基氟西泮（N-Desalkylflurazepam）又称去甲氟西泮（norflurazepam）是一种苯二氮卓类药物的类似物，亦是包括氟西泮、氟托西泮、氟地西泮、咪达唑仑、氟他唑仑、夸西泮与氯氟卓乙酯在内的若干其他苯二氮卓类药物的活性代谢产物。其作用时间长，易于蓄积，且会与苯二氮卓受体的各种不同亚型进行非选择性结合。从 2016 年起其便作为策划药出售。